# Ciberung (Ajibarang)
Ciberung is een bestuurslaag in het regentschap Banyumas van de provincie Midden-Java, Indonesië. Ciberung telt 3556 inwoners (volkstelling 2010).